# Convenção de Roterdã

A Convenção de Roterdã (referente ao meio ambiente) regula o comércio internacional de produtos químicos perigosos.
É baseada no princípio da prevenção.
Essa convenção deve auxiliar os países quando da decisão de importarem ou não produtos químicos, por exemplo, para sua agricultura. Serve para o monitoramento e controle das importações e exportações de produtos químicos.
Foi assinada pelo Brasil em 1998 e ratificada pelo Congresso Nacional em 2004, sendo promulgada pelo presidente em 2005.
Também chamada de “Convenção PIC”, a Convenção de Roterdã é um tratado internacional assinado por mais de 75 países sobre o “Procedimento de Consentimento Prévio Informado Para o Comércio Internacional de Certas Substâncias Químicas”.
Juntamente com mais duas convenções, a Convenção de Estocolmo e a Convenção de Basiléia, ela constitui a base regimental para produção, transporte e comércio de certas substâncias químicas consideradas tóxicas ou nocivas ao meio ambiente.
A Convenção PIC é chamada assim, porque foi criada, em 1998, com base nos procedimentos que já eram adotados voluntariamente por cerca de 145 países em todo o mundo quanto à notificação/regulamentação acerca de algumas substâncias tóxicas (como os agrotóxicos, por exemplo).
Portanto, antes da Convenção de Roterdã (ou Rotterdam) já havia um procedimento para notificação sobre os procedimentos internos dos países quanto ao uso ou proibição de certas substâncias químicas com o intuito de compartilhar as informações. Esta notificação era feita ao IRPTC (International Register of Potentially Toxic Chemicals, ou Registro Internacional de Substâncias Químicas Potencialmente Tóxicas) e seguia um procedimento, ou conjunto de diretrizes, chamado de London Guidelines for the Exchange of Information on Chemicals in International Trade, que em 1989 foram expandidos pelo PNUMA (Programa das Nações Unidas para o Meio Ambiente) e passaram a chamar-se de Prior Informed Consent, ou PIC.
A decisão de transformar o PIC em um tratado internacional, dando a ele maior força, se deu em 1992 durante a Cúpula da Terra no Rio de Janeiro (ECO92).
A Convenção trata dos instrumentos e informações necessárias aos países importadores para identificar os perigos potenciais de determinadas substâncias facultando-o o direito de excluir àquelas para as quais ele não apresenta condições de segurança. E prevê, também, normas de rotulagem paras substâncias constantes em seu Anexo 3, que devem ser seguidas por todos os países, assim como prevê a assistência ao país importador que será co-responsável pela substância junto com o exportador.
As substâncias químicas “… proibidas ou severamente regulamentadas” de que trata a convenção fazem parte do grupo dos medicamentos humanos ou animais, complementos alimentares, alimentos e alguns produtos químicos para fins de pesquisa ou uso pessoal excluindo-se materiais radioativos, drogas, armas químicas, resíduos e produtos farmacêuticos.